# 紀元前27世紀

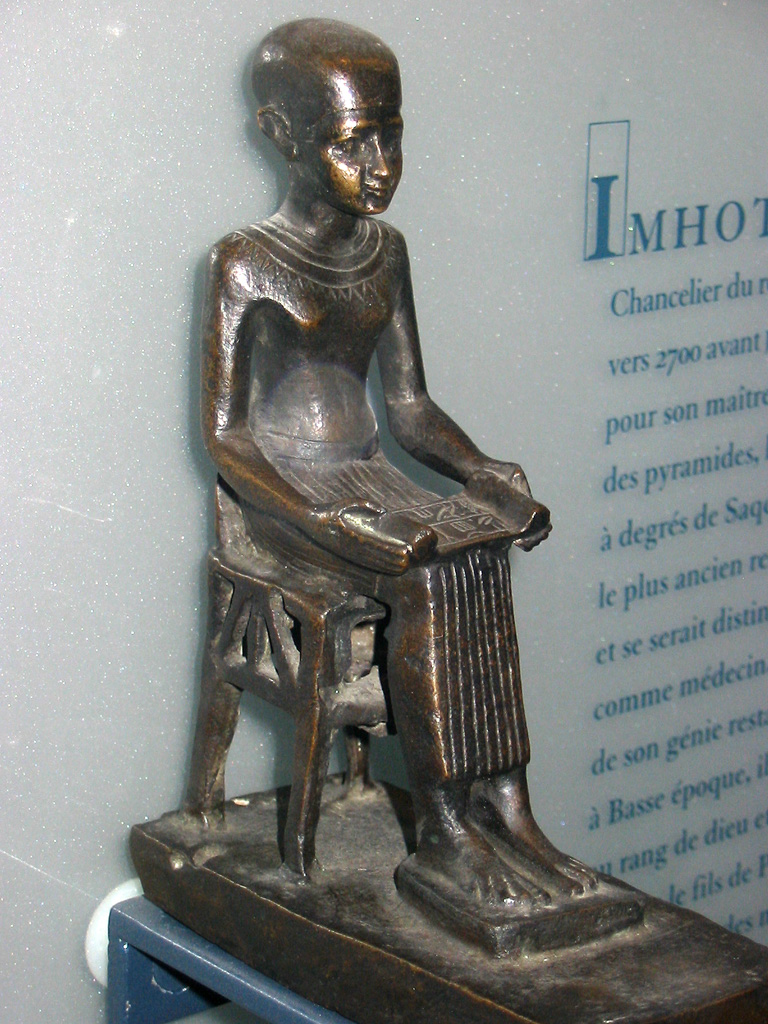
ルーヴル美術館に収蔵されるイムホテプの像。

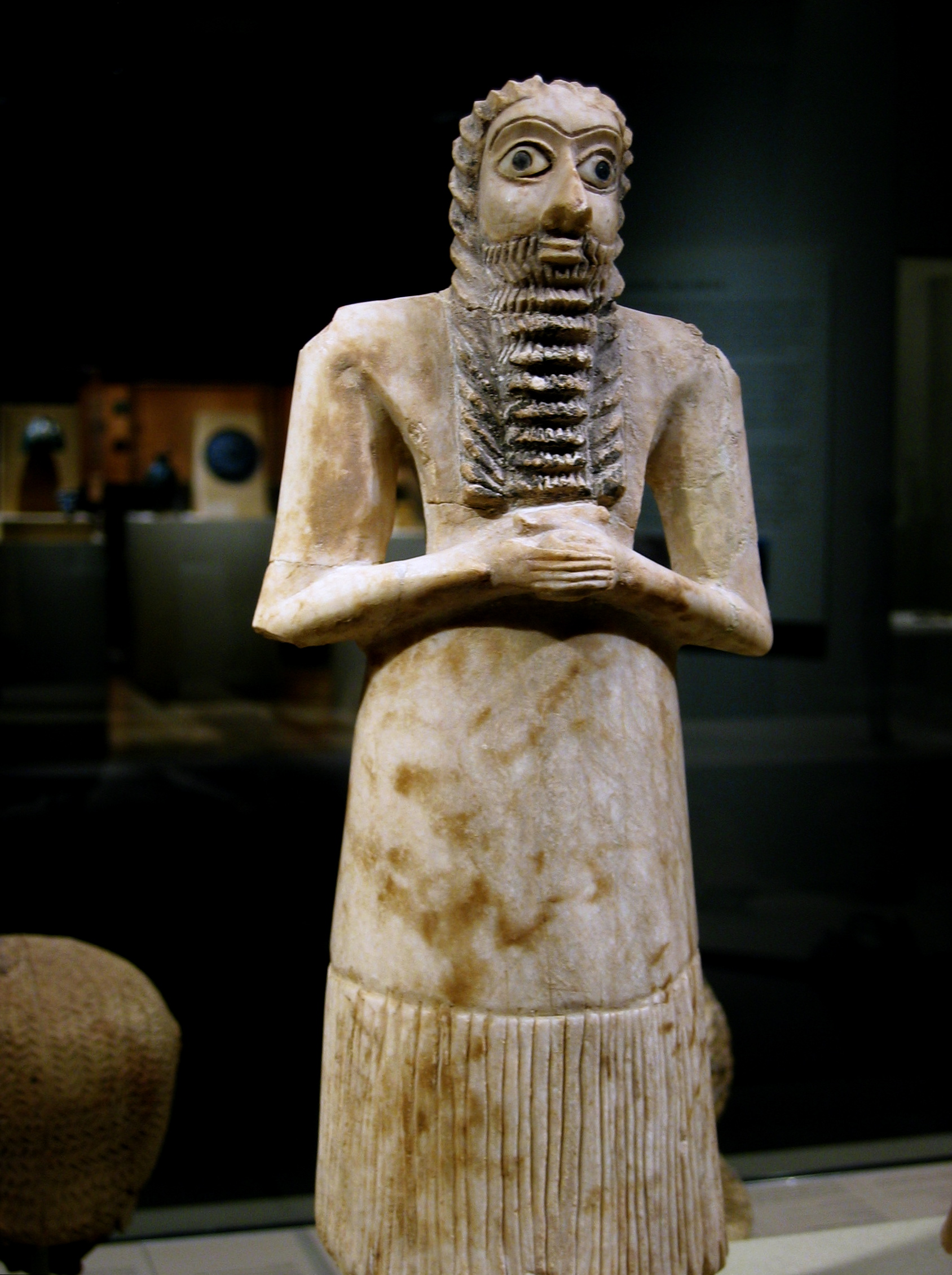
エシュヌンナ。この時期までに主神エンリルを中心とするシュメールの神々の神格がまとめられた。エシュヌンナの都市神はエンリルの息子ニンアズで後世にはティシュパックと習合した。画像は紀元前2750-2600年頃のものとされるエシュヌンナのテル・アスマルの宝庫で発掘された男性礼拝像（メトロポリタン美術館蔵）。

紀元前27世紀（きげんぜんにじゅうななせいき）は、西暦による紀元前2700年から紀元前2601年までの100年間を指す世紀。

## 出来事
- 紀元前2900-2334年 - メソポタミアのシュメール都市国家で戦争が続いていた。
- 紀元前2775-2650年 - エジプトで戦争が起こる。
- 紀元前2750-2600年 - スリランカのダンブッラで人骨が発見された墓地遺跡ができた。

### 紀元前2700年代
- 紀元前2700年頃
  - 現存する最古の木であるメトシェラが生まれる。
  - 中央アメリカでトウモロコシの栽培が始まる。
  - エジプト初期王朝時代が終わり、エジプト古王国時代となる。
  - ザグロス山脈周辺の文明は原エラム期から古エラム期（エラム古王朝・アワン朝）に移行。
    - 『エンメルカルとアラッタ市の領主』の説話で知られる「アラッタ」はこの時期のエラムの都でありシャハダード（英語版）遺跡に比定される。

  - シュメールではユーフラテス川中流域のキシュが衰退し、下流域のウルやウルクが繁栄。
    - 『ギルガメシュとアッガ（フランス語版）』にはキシュ王アッガをウルク王ギルガメシュが捕虜とした説話がある。

  - インダス川流域シンド地方ではコト・ディジ文化が展開。

### 紀元前2690年代
- 紀元前2697年 - 黄帝紀元によると黄帝(軒轅）がこの年（癸亥）に中原を統一し、中国文明が始まったとされる。

### 紀元前2680年代
- 紀元前2686年頃
  - エジプト初期王朝時代が終わった。
  - エジプト古王国が建国された。
- 紀元前2686年 - カーセケムが死去してエジプト第2王朝が終わった。エジプト第3王朝が始まり、サナクトが統治を開始した。
- 紀元前2685年頃 - ウルのプアビ女王の墓から発見された「雄牛の竪琴」が作られた。
- 紀元前2681-2662年頃 - エジプト第3王朝でジェセルの統治が始まった。

### 紀元前2660年代
- 紀元前2668年 - セルケトが死去した。
- 紀元前2667年頃 - ジェセルの統治が始まった。
- 紀元前2660年 - エジプト初期王朝時代が終わった。

### 紀元前2640年代
- 紀元前2648年頃 - エジプト古王国が建国された。

### 紀元前2630年代
- 紀元前2630-2611年 - エジプトの宰相イムホテプによってサッカラにジェセル王の階段ピラミッドが作られた。
  - 紀元前8000年頃に作られた「イェリコの塔（英語版）」を凌ぎ、このピラミッドは世界で最も高い建築物となった。

### 紀元前2620年代
- 紀元前2627-2000年頃 - ペルーの都市カラルが作られた。

### 紀元前2610年代
- 紀元前2613年 - フニが死去してエジプト第3王朝が終わる。エジプト第4王朝が始まり、スネフェルが統治を開始する。
  - スネフェルによりダハシュールに屈折ピラミッドや赤いピラミッドが作られる。
- 紀元前2613-2494年頃 - ギザでスフィンクスが作られる。

### 紀元前2600年代
- 紀元前2601-2515年頃 - メンカウラー、カフラー、クフのためにギザの大ピラミッドが作られた。
- 紀元前2601年頃 - クフがエジプトの統治を始めた。
- 紀元前2600年
  - インダス文明統合期（ハラッパーIIIA期）。
    - 先行するバルーチスターンのメヘルガル期の村落が発展解消し人口集約が起こる。
    - ハラッパーとモヘンジョダロが都市を形成し、全体では2500以上の都市ができた。
    - 都市計画に基づく下水処理のシステムが整備され、インダス文字も使用されていた。
    - インダス文明地帯の面積はエジプトとメソポタミアを合わせたよりも広く東西1500km、南北1800kmに分布している。

  - メソポタミアで初期王朝II期の時代が終わり、IIIa期が始まる。

## 主な人物
- メスアンネパダ - ウル第1王朝の王で創設者
- ギルガメシュ - ウルクの第4代王
- ジェセル - エジプト第3王朝の初代ファラオ
- イムホテプ - エジプトの宰相
- メリト・プタハ - エジプトの女性医学者

## 死去
- エノス（紀元前3525年-紀元前2630年） - セトの息子